# Tipula (Acutipula) triscopula
Tipula (Acutipula) triscopula is een tweevleugelige uit de familie langpootmuggen (Tipulidae). De soort komt voor in het Oriëntaals gebied.